# نادي نسف قرشي
نادي نسف قرشي هو نادي كرة قدم احترافي في الدوري الأوزبكي. الملعب البيتي للفريق هو استاد مركزي الواقع في مدينة قرشي، أوزبكستان. يعتبر نادي ناساف من بين أفضل الأندية في أوزبكستان.

## الإنجازات
فاز نسف قرشي بكأس الاتحاد الآسيوي 2011 بعد أدائه الرائع في جميع مباريات البطولة وقد شارك في موسم 2012 من دوري أبطال آسيا. وسبق له أن وصل لنصف نهائي البطولة الأولى لأندية القارة في عام 2002.

## وصلات خارجية
- الموقع الرسمي